# Отто Гармс
Отто Гармс (нім. Otto Harms; 22 квітня 1909, Штральзунд — 25 лютого 1980, Бремен) — німецький офіцер-підводник, капітан-лейтенант крігсмаріне.

## Біографія
1 квітня 1933 року вступив на флот. В квітні-жовтні 1939 року служив вахтовим офіцером флотилії «Гундіус» (потім 6-ї флотилії) і в училищі підводників. В жовтні-листопаді пройшов курс підводника. З 27 листопада 1939 по 17 січня 1940 року — командир підводного човна U-6, з 22 січня по 13 жовтня 1940 року — U-56, на якому здійснив 7 походів (разом 149 днів у морі), з жовтня по 5 листопада 1940 року — U-121. З листопада 1940 по березень 1942 року — інструктор 2-го навчального дивізіону підводних човнів. З 30 квітня 1942 року — командир U-464. 14 серпня 1942 року вийшов у свій останній похід. 20 серпня U-464 був потоплений в Північній Атлантиці південно-східніше Ісландії (61°25′ пн. ш. 14°40′ зх. д.) американським летючим човном «Каталіна». 2 члени екіпажу загинули, 52 (включаючи Гармса) були врятовані і взяті в полон.
Всього за час бойових дій потопив 2 кораблі загальною водотоннажністю 22 331 тонну.
| Дата           | Назва корабля   | Тип                | Тоннаж | Вантаж              | Екіпаж | Загинули | Країна             | Конвой |
| -------------- | --------------- | ------------------ | ------ | ------------------- | ------ | -------- | ------------------ | ------ |
| 5 серпня 1940  | Boma            | Торговий пароплав  | 5 408  | 10 000 тонн вугілля | 53     | 3        | Британська імперія | OB-193 |
| 10 серпня 1940 | «Трансильванія» | Допоміжний крейсер | 16 923 |                     | 336    | 36       | Британська імперія |        |

## Звання
- Кандидат в офіцери (1 квітня 1933)
- Фенріх-цур-зее (1 липня 1934)
- Оберфенріх-цур-зее (1 квітня 1936)
- Лейтенант-цур-зее (1 жовтня 1936)
- Оберлейтенант-цур-зее (1 червня 1938)
- Капітан-лейтенант (1 січня 1941)

## Нагороди
- Медаль «За вислугу років у Вермахті» 4-го класу (4 роки)